# Josip Pertot (učitelj)
Josip Pertot, slovenski učitelj in narodni delavec, * 8. februar 1858, Rojan, † 14. februar 1938, Rojan.

## Življenje in delo
Ljudsko šolo je obiskoval v tržaškem predmestju Rojan, učiteljišče pa v Kopru. Učil je v Bazovici (1887-1902) in Rojanu (1902-1915). Bil je vnet narodni delavec. V Bazovici je ustanovil Vzajemno društvo za zavarovanje domačega goveda in pevski zbor Lipa, ki je deloval od 1899 do fašistične prisilne ukinitve leta 1922. V Rojanu je bil v odboru Konsumnega društva (1911-1923) in predsednik Sokola (1911-1923), tajnik in blagajnik Kmetijske in vrtnarske družbe za Trst in okolico ter odbornik društva Edinost.  Bil je tudi tržaški občinski odbornik.